# Fabrica de Pensule
A Fabrica de Pensule (magyarul Ecsetgyár) kolozsvári független kulturális központ, amelynek kezdeményezői művészek, kurátorok, kulturális menedzserek. A központ a Mărăști negyedben, a régi ecsetgyárban lelt otthonra, ahol több mint 2000 négyzetméteren alkotóműhelyek, galériák, stúdiók, valamint a képzőművészet, kortárs tánc és a színház területén működő kulturális szervezetek irodái találhatók.